# هوارد ديك
هوارد ديك هو موزع كندي، ولد في 17 نوفمبر 1942.

## وصلات خارجية
- الموقع الرسمي